# SmoothWall
SmoothWall est une distribution Linux qui transforme un PC en pare-feu et passerelle dédiés. 
Elle est entièrement configurable via http/https.
SmoothWall est sous licence GPL, en open source.
Les images ISO des CD-ROM d'installation sont disponibles sur SourceForge via un réseau de sites miroirs.